# 數據流量控制
在数据传输中，數據流量控制是一個能管理两个节点（數據發送方和數據接收方）之间数据传输速度的機制，由於數據發送方的發送速度和數據接收方的處理速度並不一致，數據流量控制为數據接收方提供了一种控制發送方传输速度的机制，使數據接收方节点不会被數據发送方节点發來的数据所淹没。